# ماتياس غونزاليس (لاعب كرة قدم أرجنتيني)
ماتياس غونزاليس (بالإسبانية: Matías Gabriel González)‏ (4 يوليو 1990 في الأرجنتين - ) هو لاعب كرة قدم أرجنتيني في مركز الهجوم. لعب مع Club El Porvenir ‏.

## وصلات خارجية
- ماتياس غونزاليس (لاعب كرة قدم أرجنتيني) على موقع قاعدة بيانات كرة القدم.إي يو (الإنجليزية)
- ماتياس غونزاليس (لاعب كرة قدم أرجنتيني) على موقع Soccerway.com (الإنجليزية)